# Estatuto de las Mujeres Agricultoras
El Estatuto de las Mujeres Agricultoras oficialmente denominado Ley 8/2015, de 15 de octubre, del Estatuto de las Mujeres Agricultoras, se aprobó por el Parlamento Vasco, y se publicó en el Boletín Oficial del País Vasco nº 200 de 21/10/2015. Regula la situación laboral de las mujeres en el sector agrario del País Vasco, con el objetivo de hacer más visible el trabajo de las mujeres agricultoras, promover su acceso a la titularidad de las explotaciones e impulsar su participación en los órganos de dirección de las organizaciones agrarias.

## Historia

### Elaboración del Estatuto
LEY 17/2008, de 23 de diciembre, de Política Agraria y Alimentaria del País Vasco, recogía en su artículo 75 el mandato de elaborar un "Estatuto de la mujer agricultora y políticas de acción positiva".
En octubre de 2010 se presentó la Declaración de Laguardia, que planteaba un mayor protagonismo de las mujeres en el sector agrario, uno de los ejes del Estatuto de las mujeres agricultoras que se estaba elaborando en el Gobierno Vasco.
En junio de 2012 se aprobó el Proyecto de Ley del Estatuto de la Mujer Agricultora, pero con el adelanto de las elecciones autonómicas en 2012, su tramitación en el Parlamento Vasco quedó aparcada.
Finalmente, el 8 de julio de 2014, la consejera de Desarrollo Económico y Competitividad del Gobierno Vasco, Arantza Tapia, presentó el anteproyecto del Estatuto de las Mujeres Agricultoras, como ley para el reconocimiento profesional de las mujeres agricultoras, basándose en el artículo 157, apartado 4, del Tratado de Funcionamiento de la Unión Europea que señala que los Estados miembros pueden adoptar medidas que ofrezcan ventajas concretas que faciliten al sexo menos representado el ejercicio de actividades autónomas,
El 15 de octubre de 2015, día Internacional de las mujeres rurales, el Estatuto fue aprobado por unanimidad en el Parlamento Vasco, siendo el País Vasco, la primera comunidad autónoma en regular la situación laboral de las mujeres en el sector agrario para dignificar, visibilizar y regular su trabajo, así como en promover su acceso a la titularidad de las explotaciones. El Estatuto incorpora la perspectiva de género en el sector primario; recoge medidas para el ejercicio efectivo en igualdad de los derechos profesionales, sociales y fiscales de las mujeres agrarias. El Estatuto fue una ley pionera, sin precedentes normativos.

### Aplicación del Estatuto
El 23 de enero de 2018, se constituyó la Comisión de Seguimiento del Estatuto para realizar el seguimiento de su cumplimiento. En la Comisión participan el Gobierno Vasco, las tres Diputaciones forales de Álava, Vizcaya y Guipúzcoa, Eudel - Asociación de municipios Vascos, Emakunde - Instituto Vasco de la Mujer, asociaciones de mujeres agrarias (Landa XXI de Vizcaya y Enba de Guipúzcoa) y sindicatos agrarios (Unión Agroganadera de Álava, EHNE Vizcaya y EHNE Guipúzcoa).
En marzo de 2018, Eva Lopez de Arroyabe, parlamentaria del grupo EH Bildu, en el Parlamento Vasco, presentó una interpelación a la consejera Arantza Tapia, sobre las medidas que debería tomar el Gobierno Vasco para poner en marcha el Estatuto de las Mujeres Agricultoras. Izaskun Bilbao, parlamentaria del grupo nacionalista vasco en el Parlamento Europeo, presentó en la 62.ª Comisión de la Condición Jurídica y Social de la Mujer de Naciones Unidas un informe del Parlamento Europeo con los desafíos para lograr la igualdad entre géneros y avanzar hacia el empoderamiento de mujeres y niñas en el ámbito rural, inspirado en los contenidos del Estatuto vasco.
Desde el 22 de octubre de 2019, el Estatuto obliga a que haya al menos una mujer en los órganos de dirección de las organizaciones agroganaderas que quieran recibir ayudas y subvenciones públicas. En 2021 las ayudas no llegarán a las organizaciones agrarias que no tengan, al menos, presencia equilibrada de mujeres (40% o más mujeres) en los órganos de dirección.